# Diskretisierung

Diskretisierung einer partiellen Differentialgleichung mithilfe der Finite-Elemente-Methode.

Die Diskretisierung ist ein Grundbegriff aus der Mathematik und bezeichnet alle Methoden, die aus einem stetigen Problem ein diskretes Problem machen. Im Falle von Funktionen bedeutet das, dass diese durch Werte an endlich vielen Stützstellen bzw. Gittern angenähert werden.
Durch die Diskretisierung können kontinuierliche Objekte (beispielsweise geschwungene Linien) in endlicher Zeit und mit endlichem Speicherplatz von Computern gelöst werden. Die Diskretisierung ist ein zentrales Konzept in der numerischen Mathematik zum Beispiel beim numerischen Lösen von Differentialgleichungen.